# Raymond Lebègue
Pour les articles homonymes, voir Lebègue.
Raymond Lebègue, né le 16 septembre 1895 à Paris et mort le 21 novembre 1984 dans la même ville, est un historien de la littérature française, spécialiste de la littérature du XVIe siècle.
Il est membre de l'Académie des inscriptions et belles-lettres (ASMP).

## Biographie
Raymond Lebègue est le fils du paléographe Henri Lebègue.
Il est reçu à l'agrégation de lettres modernes en 1919 et commence sa carrière comme enseignant, d'abord au lycée de Brest, puis à Clermont-Ferrand. Dans cette ville, il est également chargé de cours de langues anciennes à l'université.
En 1923, il est recruté comme maître de conférences à l'université de Rennes. Il soutient en 1929 son doctorat ès lettres, avec une thèse principal consacrée à La tragédie religieuse en France et une thèse complémentaire sur Le mystère des actes des apôtres d'Arnoul Gréban.
En 1942, il est recruté comme professeur à la Sorbonne, où il enseignera jusqu'à sa retraite en 1965.
En 1955, il entre à l'Académie des inscriptions et belles-lettres.
Il cofonde la Revue d'histoire du théâtre avec son ami Louis Jouvet.
Il préside l'Académie en 1965.

## Publications
- Aspects de Chateaubriand : vie, voyage en Amérique, œuvres, Nizet, 1979
- Le théatre comique en France de Pathelin à Mélite, Hatier, 1972
- La Tragédie Française De La Renaissance, Office de publicité,1954